# The Girl Downstairs
The Girl Downstairs is een Amerikaanse filmkomedie uit 1938 onder regie van Norman Taurog. Destijds werd de film in Nederland uitgebracht onder de titel Het meisje van één hoog.

## Verhaal
De gevoelloze rokkenjager Paul Wagner is verliefd op Rosalind Brown. Hij maakt haar keukenmeid Katerina Linz het hof om dichter bij Rosalind te komen. Uiteindelijk komt hij tot de vaststelling dat hij gevallen is voor Katerina.

## Rolverdeling
| Acteur            | Personage       |
| ----------------- | --------------- |
| Franciska Gaal    | Katerina Linz   |
| Franchot Tone     | Paul Wagner     |
| Walter Connolly   | Mijnheer Brown  |
| Reginald Gardiner | Willie          |
| Rita Johnson      | Rosalind Brown  |
| Reginald Owen     | Charlie Grump   |
| Franklin Pangborn | Adolf Pumpfel   |
| Robert Coote      | Karl            |
| Barnett Parker    | Hugo            |
| James B. Carson   | Rudolph         |
| Billy Gilbert     | Garage-eigenaar |